# Мід Тауншип (округ Воррен, Пенсільванія)
Мід Тауншип (англ. Mead Township) — селище (англ. township) в США, в окрузі Воррен штату Пенсільванія. Населення — 1296 осіб (2020).

## Демографія
Згідно з переписом 2010 року, у селищі мешкало 1386 осіб у 631 домогосподарстві у складі 417 родин. Було 891 помешкання
Расовий склад населення:
| - 98,3 % — білих - 0,6 % — азіатів - 0,1 % — вихідців з тихоокеанських островів - 0,1 % — чорних або афроамериканців |

До двох чи більше рас належало 0,9 %. Частка іспаномовних становила 0,4 % від усіх жителів.
За віковим діапазоном населення розподілялося таким чином: 16,2 % — особи молодші 18 років, 63,4 % — особи у віці 18—64 років, 20,4 % — особи у віці 65 років та старші. Медіана віку мешканця становила 49,6 року. На 100 осіб жіночої статі у селищі припадало 112,3 чоловіків;  на 100 жінок у віці від 18 років та старших — 109,6 чоловіків також старших 18 років.
Середній дохід на одне домашнє господарство  становив 58 651 долар США (медіана — 49 844), а середній дохід на одну сім'ю — 68 639 доларів (медіана — 58 542). Медіана доходів становила 46 406 доларів для чоловіків та 28 833 долари для жінок. За межею бідності перебувало 8,6 % осіб, у тому числі 14,0 % дітей у віці до 18 років та 1,2 % осіб у віці 65 років та старших.
Цивільне працевлаштоване населення становило 669 осіб. Основні галузі зайнятості: виробництво — 21,7 %, освіта, охорона здоров'я та соціальна допомога — 20,3 %, роздрібна торгівля — 17,0 %.